# Shevaroy Hills
Shevaroy Hills är kullar i Indien.   De ligger i distriktet Salem och delstaten Tamil Nadu, i den södra delen av landet, 1 900 km söder om huvudstaden New Delhi.